# Hamoud Daïdi
Hamoud Daïdi (en arabe : حمود دايدي), est un boxeur algérien né le 25 mai 1933 à Blida en (Algérie) où il est mort aussi le 13 mai 1958.

## Carrière

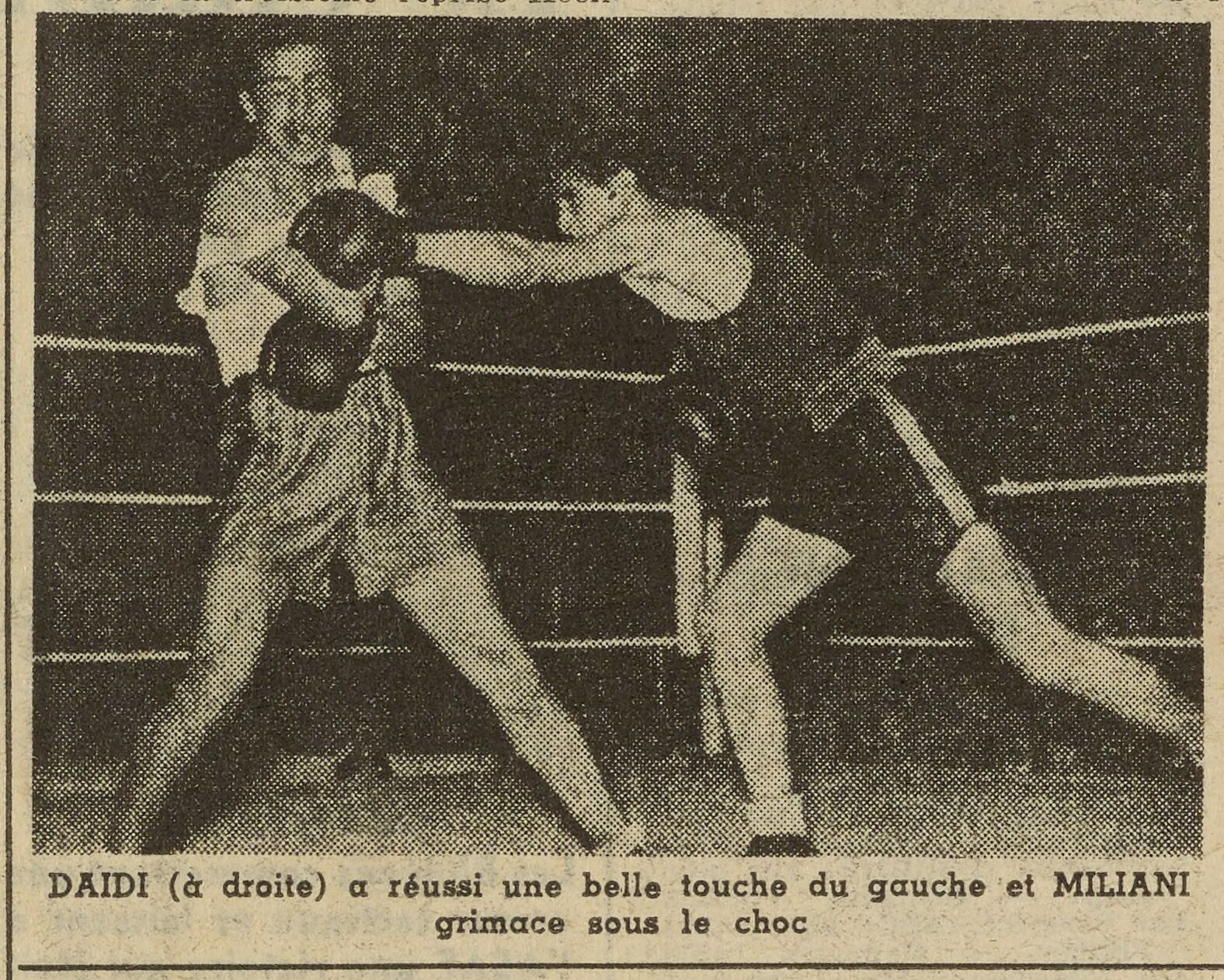
Champion d'Alger 1951 en super-léger

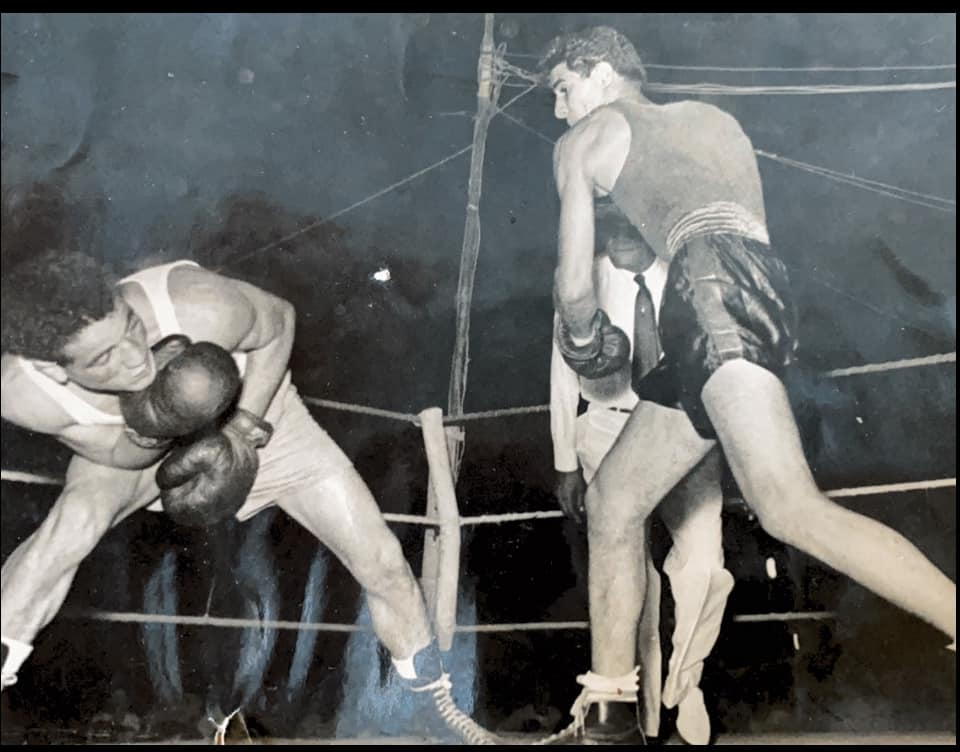
Hamoud Daidi

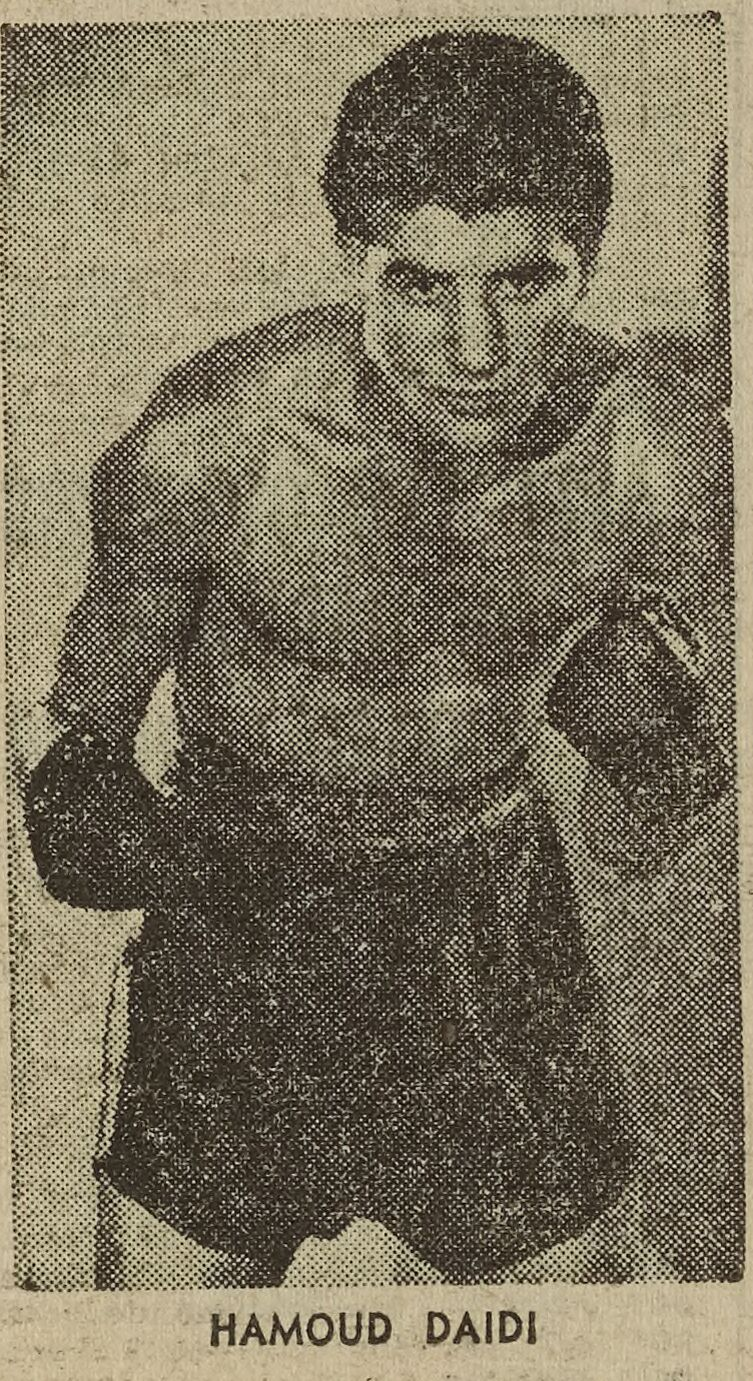
Hamoud Daïdi

Hamoud Daidi, il commença dès son jeune âge à s'intéresser au noble art. Dès 16 ans, il enfile ses premiers gants de boxe sous l'œil emballé du professeur Benmehdia (ancien champion d'Afrique du Nord). Et déjà les fervents de la boxe à Blida ne juraient que par lui. 
À 18 ans, il est pris en main par le professeur Chérif Belabbès qui, conscient des possibilités extraordinaires de son poulain, l'engage dans une série de combats desquels il récolte victoire sur victoire, et c'est ainsi qu'en 1952 il est sélectionné pour participer aux Jeux olympiques d'Helsinki. 

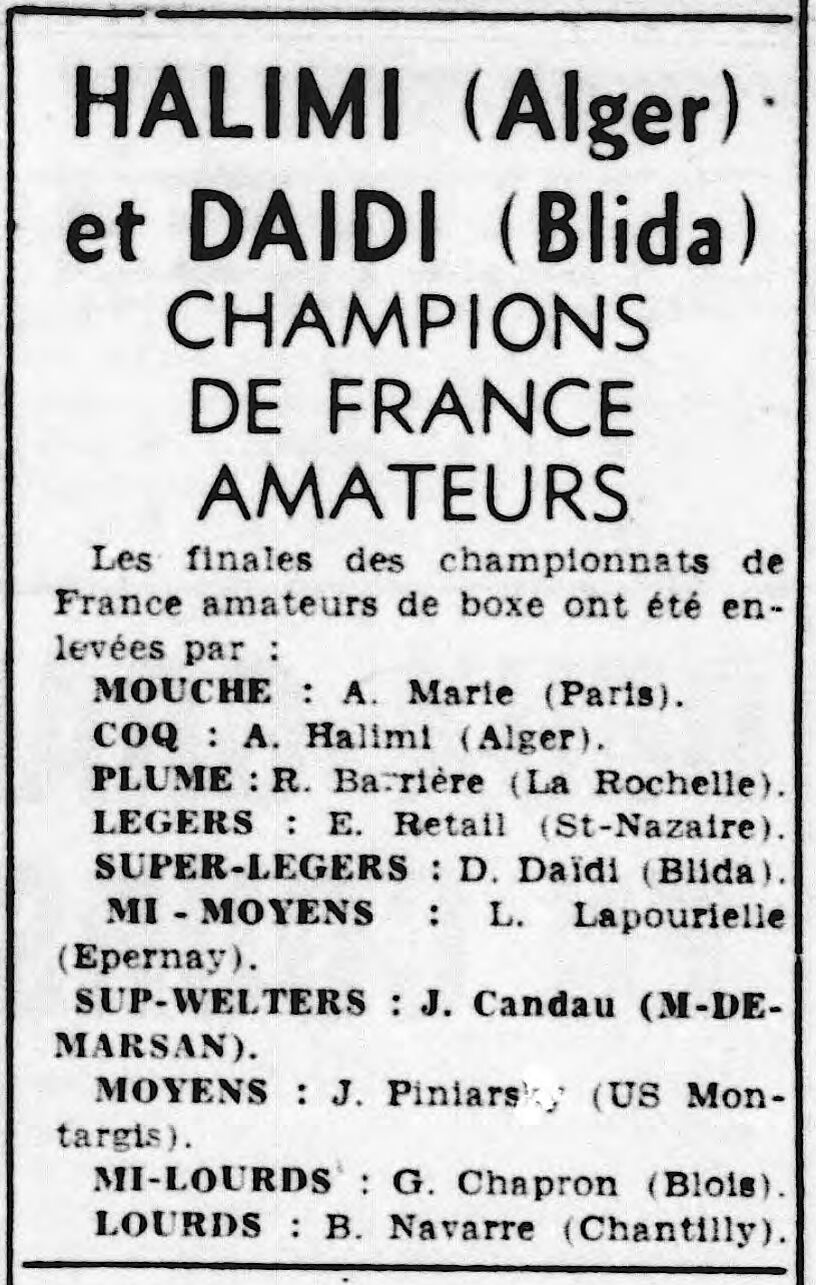
Daïdi champion de France de boxe amateur en 1953

Une année plus tard, il « descend » tous les boxeurs de sa catégorie et devient champion de France des superlégers. Il est cependant toujours le porte-flambeau des Algériens qui l'ont porté en triomphe en cette inoubliable soirée au stade Cerdan (actuel stade Ferhani) où il infligea un véritable correction au Français Ferrer considéré alors comme le meilleur boxeur de la catégorie. 
Ce talent le conduisit aux Championnats d'Europe de boxe amateur 1953 où il est finaliste. Mais les arbitres jugèrent inadmissible qu'un Algérien soit champion d'Europe. Quelques mois plus tard, il participe aux Championnats d'Amérique latine à Buenos Aires aux côtés de Chérif Hamia et Alphonse Halimi, il arrive en finale, ce qui constituait à l'époque une véritable consécration.
Mais dès 1954 et le déclenchement de la Révolution armée, les ennuis commencent pour Hamoud qui est envoyé de force effectuer son service militaire en Allemagne, comme bon nombre d'autres Algériens.
À son retour en 1956 à Blida, il décide de laisser de côté la boxe et prend contact avec le FLN. Il est alors chargé de l'organisation civile aux côtés de frères militants de Boxe. La même année, alors qu'il se rendait à sa maison, il est contraint de forcer un barrage de l'armée colonialiste, plusieurs ragales s'ensuivent, Hamoud est touché à la naque transporté à l'hôpital Mustapha ou il est opéré. Daidi reste plusieurs mois paralysé de toute sa partie droite. Acharné, il sort (après une longue période de rééductation à l'hôpital de tixeraine )en 1957 et rejoint directement l'Armée de libération nationale, la même année, il est de nouveau  arrêté ( en même temps que son jeune frère Abdelkrim). 
Hamoud est alors placé à la prison de Blida ou il subit d’affreuses tortures et le 28 avril 1958 son état s'aggrave. On le transporte à l'hôpital de Blida ou il meurt le 13 mai 1958.

### Palmarès
- Médaillé d'or aux championnats de France amateur 1953 à Rennes.
- Médaillé d'or aux championnats d'Afrique du Nord 1953 à Oran.
- Médaillé d'or aux championnats d'Alger 1953 à Alger.
- Médaillé d'or aux championnats d'Algérie 1952 à Alger.
- Médaillé d'or aux championnats d'Alger 1952 à Alger.
- Médaillé d'or aux championnats d'Alger novembre 1951 à Alger.
- Médaillé d'or aux championnats d'Alger janvier 1951 à Alger.
- Médaillé d'argent aux championnats d'Afrique du Nord 1954 à Tunis.

## Liste des combats
| |       |                                     |         |              |          |               |                                                      |
| TKO = KO technique • RTD = abandon • UD = décision aux points unanime • SD = décision aux points partagée • MD = décision aux points majoritaire |       |                                     |         |              |          |               |                                                      |
| Résultat | Bilan | Adversaire                          | Type    | Round, temps | Date     | Lieu          | Notes                                                |
| Défaite |       | Ben Ahmed                           | UD      |              | 09/01/54 | Tunis         | Finale du championnat d'Afrique du Nord              |
| Victoire |       | Tchicha Mokhtar (BCMA)              | UD      |              | 13/12/53 | Alger         | Finale championnat d'Alger amateurs                  |
| Victoire |       | Baggah (BCHD)                       | UD      |              | 05/12/53 | Alger         | 1/2 de finale championnat d'Alger amateurs           |
| Victoire |       | Dendani (GSA)                       | UD      |              | 21/11/53 | Alger         | 1/4 de finale championnat d'Alger amateurs           |
| Victoire |       | Serano Ferrer                       | UD      |              | 22/09/53 | Alger         |                                                      |
| Victoire |       | Dekhil (Oran)                       | UD      |              | 12/09/53 | Alger         |                                                      |
| Défaite |       | Hans Rienhardt                      | UD      |              | 13/06/53 | Cologne       | Championnat d'Europe amateurs                        |
| Défaite |       | Szazacs                             | UD      |              | 21/05/53 | Varsovie      | Championnat d'Europe amateurs                        |
| Victoire |       | Sarderian                           | UD      |              | 16/05/53 | Varsovie      | Championnat d'Europe amateurs                        |
| Victoire |       | Jules Lambour (Valenciennes)        | UD      |              | 01/03/53 | Rennes        | Finale championnat France amateurs                   |
| Victoire |       | Trémèga (Languedoc)                 | UD      |              | 14/02/53 | Saint Nazaire | 1/2 finale championnat de France amateurs            |
| Victoire |       | Foliguet (Dauphiné)                 | UD      |              | 25/01/53 | Lyon          | 1/4 de finale championnat de France amateurs         |
| Victoire |       | Thami                               | UD      |              | 10/01/53 | Oran          | Finale championnat d'Afrique du Nord                 |
| Victoire |       | Ferchichi                           | UD      |              | 09/01/53 | Oran          | Demi-finale championnat d'Afrique du Nord            |
| Victoire |       | Beggah Messaoud (JSD)               | UD      |              | 21/12/52 | Alger         | Finale du championnat d Algérie amateurs             |
| Victoire |       | Favier Henri (Fernandez) (CSC Oran) | RTD     | 1er          | 20/12/52 | Alger         | 1/2 finale Championnat d'Algérie amateurs            |
| Victoire |       | Fodil Hamid (MCA)                   | UD      |              | 13/12/52 | Alger         | Finale championnat d'Alger amateurs                  |
| Victoire |       | Abasse Ahmed (RCMC)                 | KO      |              | 06/12/52 | Alger         | 1/2 finale Championnat d'Alger                       |
| Victoire |       | Toualtak                            | UD      |              | 11/11/52 | Alger         |                                                      |
| Victoire |       | Tamani (USHBMR)                     | UD      |              | 01/11/52 | Alger         | Finale des Critérium des AS                          |
| Victoire |       | Tchicha Mokhtar (BCMA)              | UD      |              | 26/10/52 | Alger         |                                                      |
| Victoire |       | Fodil Hamid (MCA)                   | UD      |              | 13/09/52 | Alger         |                                                      |
| Victoire |       | Tamani                              | KO      | 1            | 30/08/52 | Alger         |                                                      |
| Victoire |       | Benchacal                           | UD      |              | 16/08/52 | Alger         |                                                      |
| Victoire |       | Kaai                                |         | 3            | 17/02/52 | Alger         |                                                      |
| Victoire |       | Miliani (ASCFA)                     | UD      |              | 24/11/51 | Alger         | Finale Championnat d'Alger Super-Légers              |
| Victoire |       | Lanabi Mohamed (ABC)                | UD      |              | 17/11/51 | Alger         | 1/2 de finale Championnat d'Alger                    |
| Victoire |       | Touafak Mohamed (USHBMR)            | UD      |              | 10/11/51 | Alger         | 1/4 de finale Championnat d'Alger                    |
| Victoire |       | Saâdi                               | UD      |              | 27/10/51 | Alger         |                                                      |
| Victoire |       | Fodil Hamid (MCA)                   | UD      |              | 20/10/51 | Alger         |                                                      |
| Victoire |       | Ghezali                             | Forfait |              | 06/10/51 | Alger         |                                                      |
| Victoire |       | Mario Vecchiato                     | UD      |              | 08/09/51 | Alger         |                                                      |
| Victoire |       | Damouche Chérif (CR Mostaganem)     |         | 2            | 25/08/51 | Alger         |                                                      |
| Victoire |       | Bouraoua                            | UD      |              | 18/08/51 | Alger         |                                                      |
| Victoire |       | Jourdan (Ile-de-France),            | UD      |              | 07/07/51 | Alger         |                                                      |
| Victoire |       | Bourahoua (OPA),                    | UD      |              | 21/01/51 | Alger         | Finale Championnat d'Alger amateurs Super-Légers     |
| Victoire |       | Bekkai (BCMA)                       | UD      |              | 13/01/51 | Alger         | 1/2 finale Championnat d'Alger amateurs              |
| Victoire |       | Djedi (ABC)                         | UD      |              | 02/12/50 | Alger         | 5e journée des championnats d'Alger de boxe amateurs |
| Victoire |       | Taihi Rachid (ABC)                  | KO      | 3            | 30/09/50 | Blida         | Éliminatoires du championnat d'Alger amateurs        |
| Défaite |       | Tounibegréba (Oran)                 | UD      |              | 13/05/50 | Tiaret        |                                                      |
| Nul |       | Boukoura (BCMA)                     |         |              | 12/03/50 | Alger         |                                                      |
| Victoire |       | Ait Oumeziane (ASK)                 | UD      |              | 26/11/49 | Alger         |                                                      |
| Victoire |       | Louis Baceone (RCMC)                | UD      |              | 02/10/49 | Alger         | Challenge Bastos (Coqs)                              |
| Victoire |       | Idriss B. (SAMA)                    | UD      |              | 25/09/49 | Alger         | Challenge Bastos (Coqs)                              |